# Miss Universo Tanzania
Miss Universo Tanzania (en inglés: Miss Universe Tanzania) es un concurso de belleza nacional en Tanzania. Se encarga de seleccionar a la representante del país para el concurso Miss Universo.

## Ganadoras
: Declarada como ganadora
     : Terminó como finalista
     : Terminó como una de las semifinalistas o cuartofinalistas
     : Terminó como ganadora de premios especiales
| Año                           | Región       | Miss Universo Tanzania | Posición en Miss Universo | Premios especiales | Notas                                                                              |
| ----------------------------- | ------------ | ---------------------- | ------------------------- | ------------------ | ---------------------------------------------------------------------------------- |
| 2024                          | Lindi        | Judith Ngusa           | No clasificó              |                    | Dirección de Erasto Gideon Chipungahelo.                                           |
| No compitió entre 2020 y 2023 |              |                        |                           |                    |                                                                                    |
| 2019                          | Morogoro     | Shubila Stanton        | No clasificó              |                    |                                                                                    |
| 2018                          | No compitió  | No compitió            | No compitió               | No compitió        | No compitió                                                                        |
| 2017                          | Dar es-Salam | Lilian Maraule         | No clasificó              |                    |                                                                                    |
| 2016                          | Dodoma       | Jihan Dimachk          | No clasificó              |                    |                                                                                    |
| 2015                          | Dar es-Salam | Lorraine Marriot       | No clasificó              |                    |                                                                                    |
| 2014                          | Dodoma       | Nale Boniface          | No clasificó              |                    | Boniface, segunda finalista de Miss Universo Tanzania 2014, reemplazó a Bernard.   |
| 2014                          | Dar es-Salam | Carolyne Bernard       | No compitió               | No compitió        | Bernard se retiró después de fracturarse los pies en un accidente automovilístico. |
| 2013                          | Dar es-Salam | Betty Boniphace        | No clasificó              |                    |                                                                                    |
| 2012                          | Dar es-Salam | Winfrida Dominic       | No clasificó              |                    |                                                                                    |
| 2011                          | Dar es-Salam | Nelly Kamwelu          | No clasificó              |                    |                                                                                    |
| 2010                          | Arusha       | Nuya Hellen Dausen     | No clasificó              |                    |                                                                                    |
| 2009                          | Mwanza       | Illuminata James Wize  | No clasificó              |                    |                                                                                    |
| 2008                          | Arusha       | Amanda Ole Sululu      | No clasificó              |                    |                                                                                    |
| 2007                          | Dar es-Salam | Flaviana Matata        | Top 10                    |                    |                                                                                    |